# جامعه اینترنت
جامعهٔ اینترنت (به انگلیسی: Internet Society) شرکتی بین‌المللی و غیرانتفاعی است و تأسیس شد تا رهبری تدوین استانداردها، آموزش و سیاست‌های مربوط به اینترنت را ارائه کند. دفتر مرکزی شرکت در رستون، ویرجینیا، آمریکا قرار دارد.
جامعهٔ اینترنت به همراه شرکت‌های بزرگی چون گوگل، فیسبوک، یاهو و آکامای پروژه IPv6 را اجرا کردند.